# Koloko (departamento)
Koloko es un departamento de la provincia de Kénédougou, en la región Hauts-Bassins, Burkina Faso. A 1 de julio de 2018 tenía una población estimada de 28 509 habitantes.
Se encuentra ubicado al oeste del país, cerca del curso alto del río Volta Negro, del nacimiento del río Komoé, de Bobo Dioulasso —la segunda ciudad más poblada de Burkina Faso— y de la frontera con Malí.